# Колонж о Мон д'Ор
Колонж о Мон д'Ор (фр. Collonges-au-Mont-d'Or) је насељено место у Француској у региону Рона-Алпи, у департману Рона.
По подацима из 2011. године у општини је живело 3802 становника, а густина насељености је износила 1005,82 становника/km².

## Демографија
| 1962. | 1968. | 1975. | 1982. | 1990. | 2011. |
| ----- | ----- | ----- | ----- | ----- | ----- |
| 2.542 | 2.662 | 2.786 | 2.824 | 3.165 | 3.802 |